# Albeni, Gorj
Albeni este satul de reședință al comunei cu același nume din județul Gorj, Oltenia, România.

## Imagini

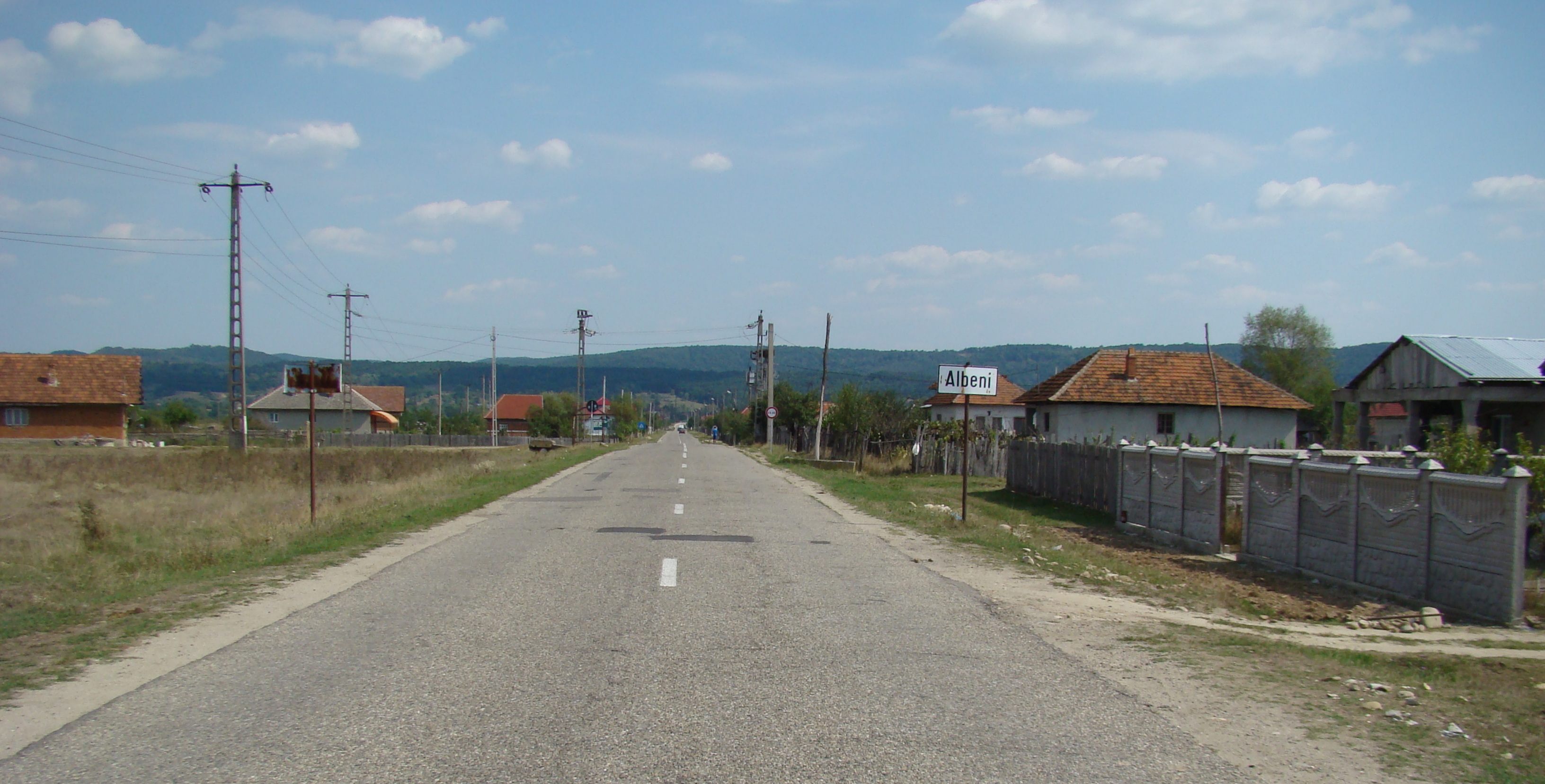
Intrarea în localitate
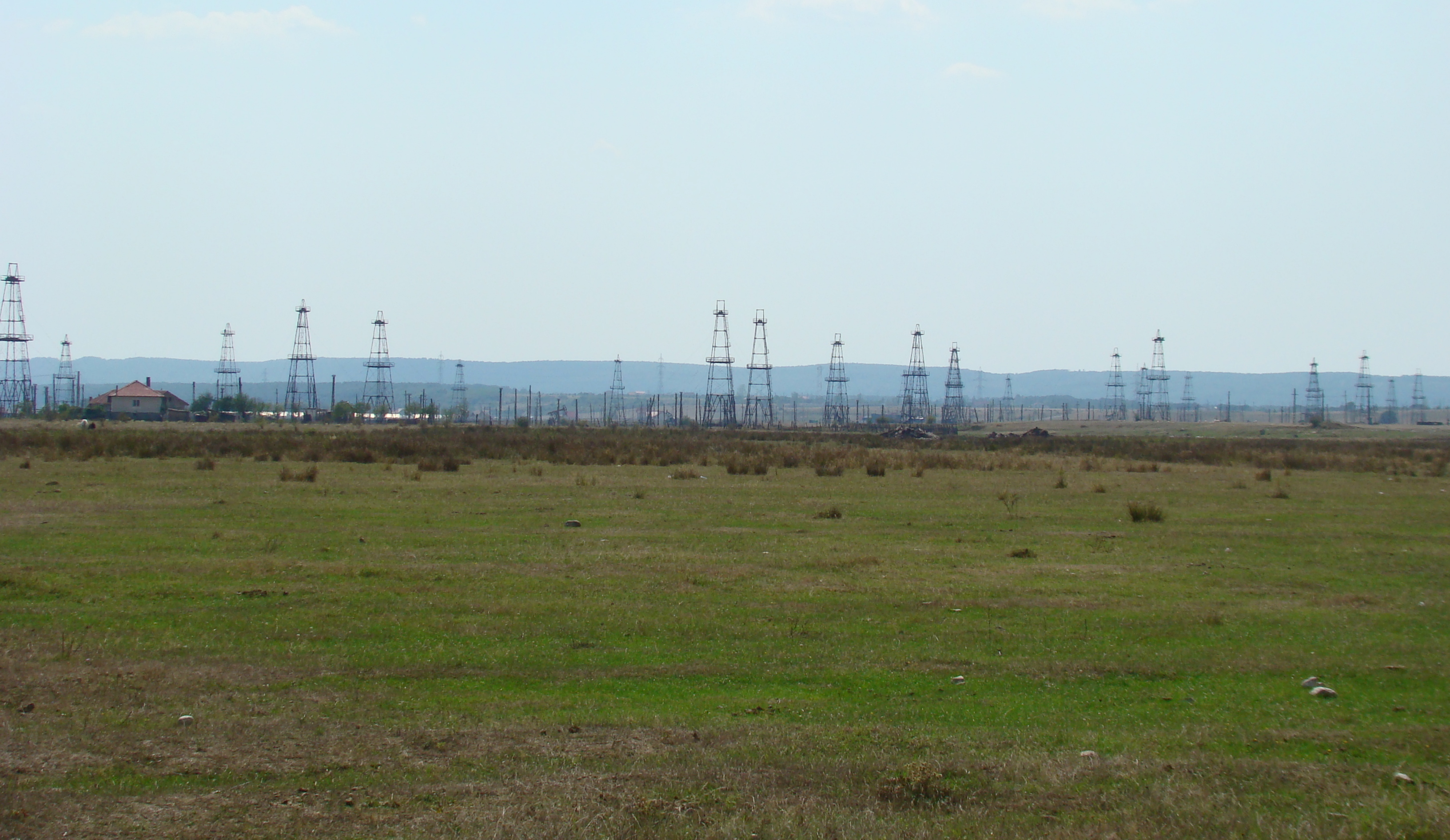
Câmpul de sonde
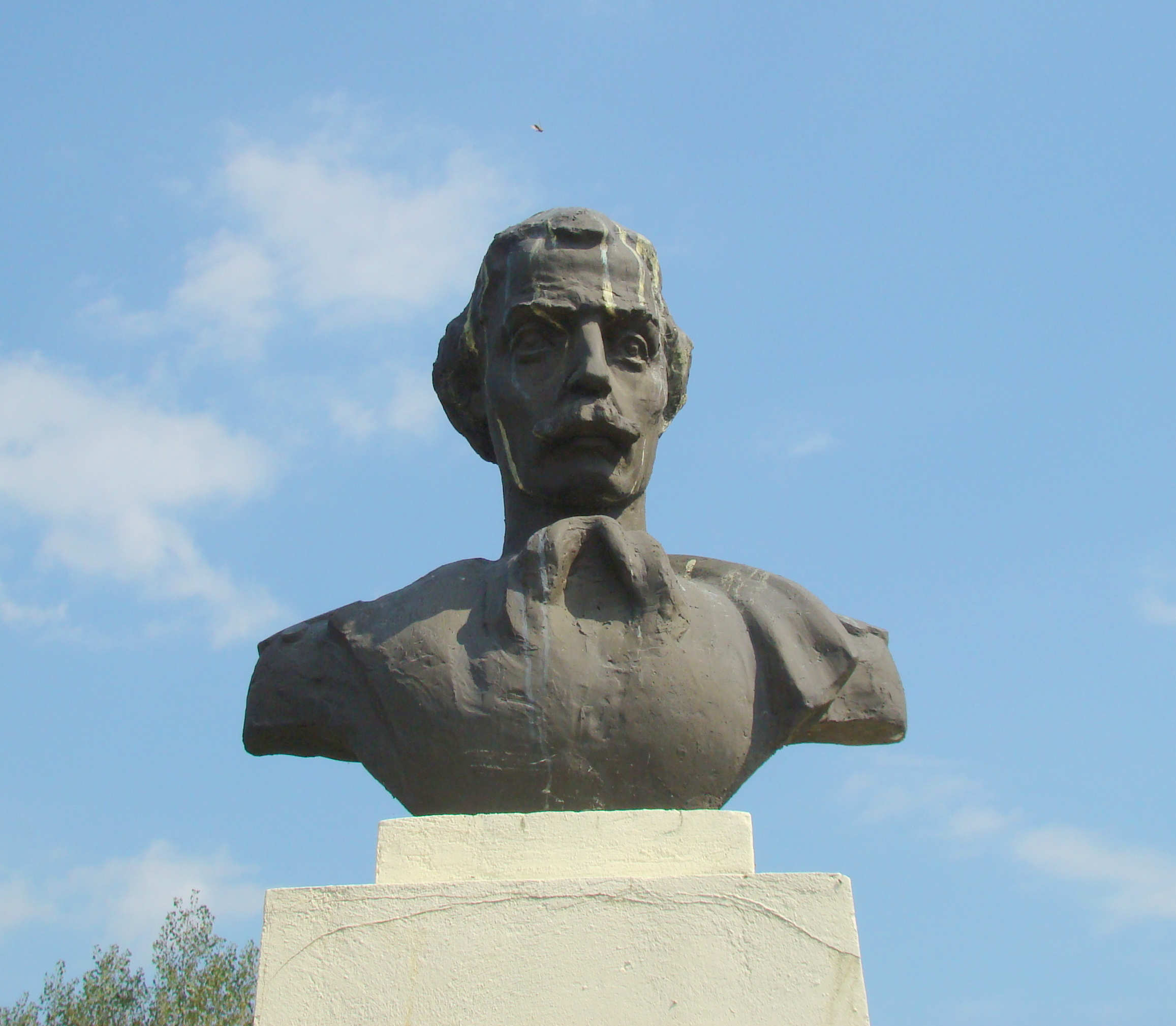
Bustul generalului Gheorghe Magheru
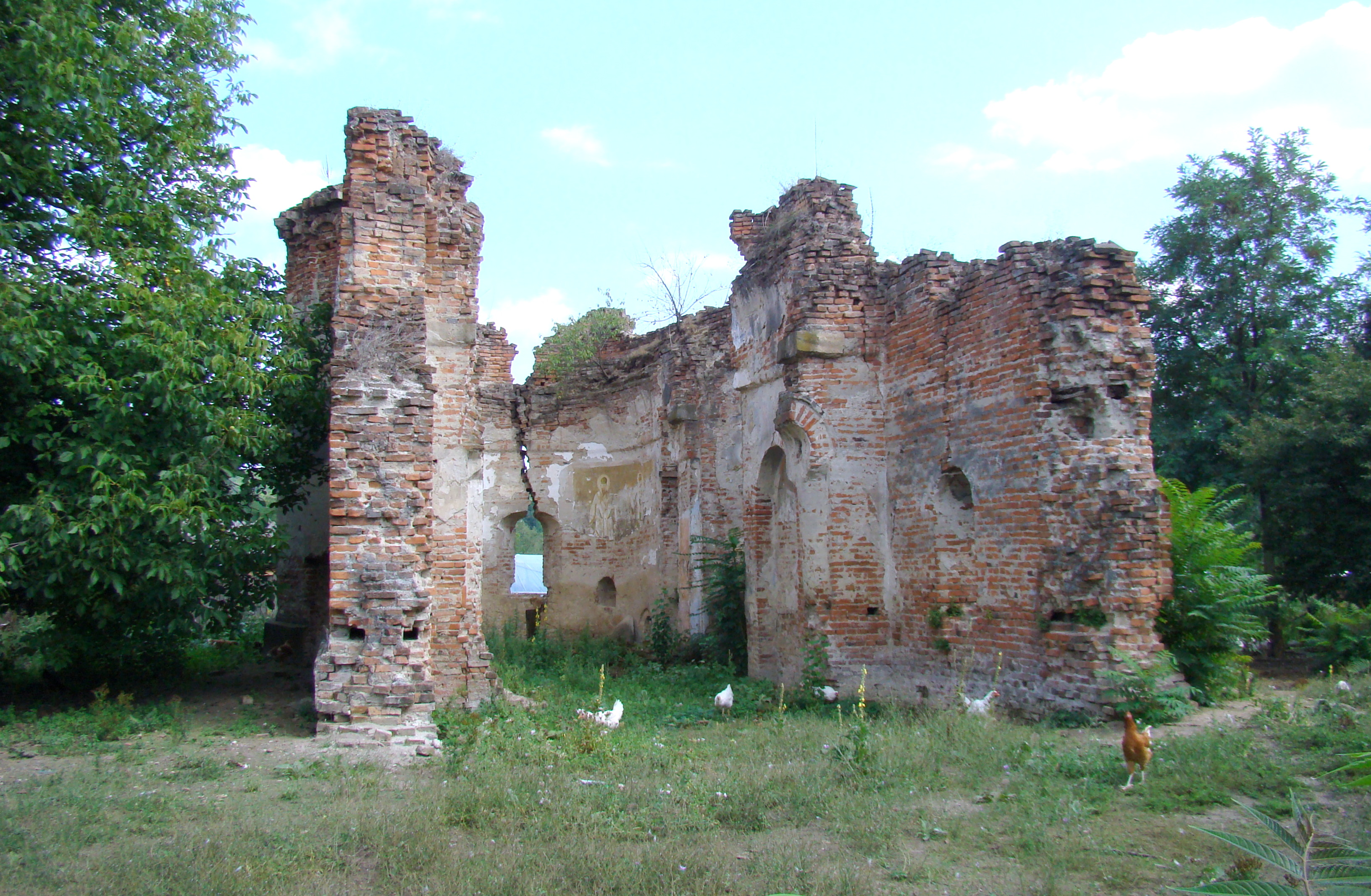
Ruinele bisericii „Sf. Nicolae” din Albeni